# Lunain
Lunain – rzeka we Francji, przepływająca przez tereny departamentów Yonne oraz Sekwana i Marna, o długości 51,4 km. Stanowi dopływ rzeki Loing.